# أحمد طاهر يونس
أحمد طاهر يونس (1911 - 14 نوفمبر 1995) شاعر فلسطيني. ولد في عارة ونشأ بها. درس في مدراس حيفا، ثم عمل موظّفًا. نظم الشعر في بداية الأربعينات وطبع عنه ثلاث دواوين الشعرية، نفح العرار 1978 وهجر وظلال 1989 وله ديوان مخطوط بعنوان نسمات الخريف.

## سيرته
ولد أحمد طاهر يونس في قرية عارة قرب حيفا سنة 1911 م/ 1329 هـ ونشأ بها. أنهى دراسته الابتدائية في عرعر، وحصل على شهادة المتركوليشن الإنجليزية في حيفا، وأتيح له وهو في حيفا دراسة الأدب العربي وقراءة إنتاج معظم الشعراء. عمل موظفًا ووكيلًا للبريد فترة من الزمن. عمل أيضًا في شركة قرمان ديك وسلطي مدة سبعة عشر عاماً، وتدرج في مناصبها. كان سكرتيراً لنقابة العمال، ولجمعية فتيان محمد، وأمين سر فتيان الجزيرة.

توفي أحمد طاهر يونس 14 نوفمبر 1995 / 21 جمادى الاخرة 1416 في مسقط رأسه.

## شعره
بدأ ينطم الشعر منذ الأربعينيات القرن العشرين، ونشر أشعاره في العديد من الصحف والمجلات منها: اليوم والهدف والمجتمع والأنباء والاتحاد والشرق ومشاوير وكل العرب والصنارة وغيرها. قال عنه شاكر فريد حسن:

## مؤلفاته
من دواوينه الشعرية:
- نفح العرار، 1978.
- هجر الظلال 1989.
- نسمات الخريف.